# Laguna Verde (Bolivia)
Laguna Verde è un lago salato, situato a sud-ovest dell'altiplano della Bolivia, nel Dipartimento di Potosí, nella Provincia di Sud Lípez, nei pressi del confine con il Cile e ai piedi del vulcano Licancabur. È ubicata all'interno della Riserva nazionale di fauna andina Eduardo Avaroa.
Deve la sua colorazione ai sedimenti che si depositano sul fondo, composti da minerali di rame. Si trova a circa 4.300 metri sul livello del mare.
Il lago è noto per gli scenari spettacolari nei dintorni dell'area e per le sue acque termali.